# Auzeodes
Auzeodes is een geslacht van vlinders van de familie spanners (Geometridae), uit de onderfamilie Ennominae.

## Soorten
- A. coctata Warren, 1897
- A. chalybeata Walker, 1866